# 관념사
관념사(觀念史, 영어: history of ideas)는 관념의 시대적 표현, 보존 및 변화를 다루는 역사 연구 분야다. 관념사는 지성사의 자매 분야 또는 그 안에서의 특수한 접근방법이다. 관념사 연구는 철학사와 과학사 또는 문학사에서의 학제간 연구를 포함한다. 스웨덴에서, 관념사는 문학자 요한 노르스트룀이 웁살라 대학교의 관념사 교수로 임명된 1930년대 이후 독립적인 학과가 되었다.

## 러브조이 접근법
20세기 초기에 역사학자 아서 옹켄 러브조이(1873-1962)가 "관념사"라는 말을 처음 쓰고 그것에 대한 체계적 연구를 시작하였다. 몇십년 동안 러브조이는 1910년부터 1939년까지 역사교수로 재직하던 존스 홉킨스 대학의 "관념사 클럽"의 정기 모임을 사회하였다.
관련 프로젝트에 종사했던 학생들과 동료들 외에도 (예컨대 러브조이가 지속적으로 논쟁했던 르네 월럭(René Wellek)과 리오 스피처(Leo Spitzer) 등), 아이제이아 벌린, 미셸 푸코, 크리스토퍼 힐, 존 포콕 (John Pocock) 등도 러브조이가 추구하는 관념사 정신과 가깝게 연구를 계속하여 왔다. 러브조이의 책 "존재의 대연쇄"(The Great Chain of Being)의 첫째 장/강좌는 그가 의도하는 관념사 연구의 과제와 범위가 무엇인지를 개관한다.
오늘날, 세계적으로 여러 대학에서 대학원 과정의 일부로서 이 분야의 교과과목을 다루고 있다.

## 단위 관념
러브조이의 관념사는 단위 관념 또는 개별적 관념을 분석의 기본 단위로 삼는다. 이 단위 괸념들은 관념사의 구성 요소로서 작용한다. 그것들은 본래 시간의 경과에 따라서 비교적 변화가 없지만, 단위 관념들은 새로운 패턴으로 재결합하며, 다른 역사적 시기에는 새로운 형태로 표현된다. 러브조이의 견해에 따르면, 관념사학자는 그 같은 단위 관념을 확인하고 그 역사적 발생과 새로운 형태 또는 조합에 대하여 기술할 과제가 있다.

## 연구 현황
퀜틴 스키너는 러브조이의 "댠위 관념" 방법론에 대한 비판으로 영향력이 있었다. 단위 관념 대신에, 그는 분석 대상인 텍스트와 거기에 포함된 관념들의 문화적 맥락에 대한 감수성을 제안하였다.

## 같이 보기
- 인류학
- Historiography
- Idea, cf. sociology of knowledge, History of Consciousness, conceptual history, intellectual history.
- Herbert Spencer
- Arthur Lovejoy (1936) Great Chain of Being
- William Bynum (1975) "The Great Chain of Being after Forty Years: An Appraisal," History of Science, 13: 1-28.
- Isaiah Berlin (1976) Vico and Herder: Two Studies in the History of Ideas (Chato and Windass, 1976)
- Richard Dawkins (1976) The Selfish Gene (밈, Meme)
- Raymond Williams (1976) Keywords
- Marjorie Hope Nicolson, A. O. Lovejoy student and colleague (1894-1979)
- James Burke (1985) The Day the Universe Changed
- Steven Shapin and Simon Schaffer (1985) Leviathan and the Air-Pump: Hobbes, Boyle, and the Experimental Life (J. D. Bernal Prize)
  - 로버트 보일 (Robert Boyle)
- Mark Bevir (1999) The Logic of the History of Ideas
- Peter Watson (2005) Ideas: A History of Thought and Invention, from Fire to Freud